# Uniklý stah
Uniklý stah je označení pro srdeční stah, jehož podkladem je  srdeční vzruch, který nepochází z  normálního zdroje  vzruchů, kterým je sinoatriální uzel, ale z jiných míst v srdci, což může být  svalovina srdečních předsíní, oblast atrioventrikulární junkce či svaloviny srdečních komor.  Schopnost tvořit  vzruchy mají totiž všechny buňky převodního srdečního systému a srdeční  svaloviny. Za normálních okolností se ale tato funkce  uplatní jen v sinoatriálním uzlu, který tvoří vzruchy nejrychleji a vnutí srdci svůj rytmus. 
Ostatní místa  tvoří vzruchy pomaleji a proto se neuplatní. Pokud  ale dojde z nějakého důvodu k přechodnému výpadku  funkce  sinoatriálního uzlu, uplatní se  centra, která pracují pomaleji, a vyšlou náhradní vzruch. Tímto centrem může být svalovina síní  (pak mluvíme o síňovém uniklém stahu), oblast atrioventrikulární junkce  (junkční uniklý stah) nebo komor (komorový uniklý stah). Pokud trvá  výpadek funkce  atrioventrikulárního uzlu déle, uplatňuje se po tuto dobu  náhradní zdroj. Pak již mluvíme o náhradním rytmu (junkčním či komorovém), neboť nejde o pouhý jednotlivý stah. 
Uniklý stah je možné poznat na  elektrokardiografickém záznamu (EKG). Svým tvarem  odpovídá extrasystole, která také vychází ze stejných míst (ze síní,  oblasti AV junkce či komor). Na rozdíl od extrasystoly  nepřichází uniklý stah předčasně, ale  naopak jej předchází pauza delší než  běžný interval mezi dvěma QRS komplexy (jde o stah náhradní, tedy žádoucí, nikoliv předčasný jako je tomu u extrasystoly). 